# Йосип (син Якова)

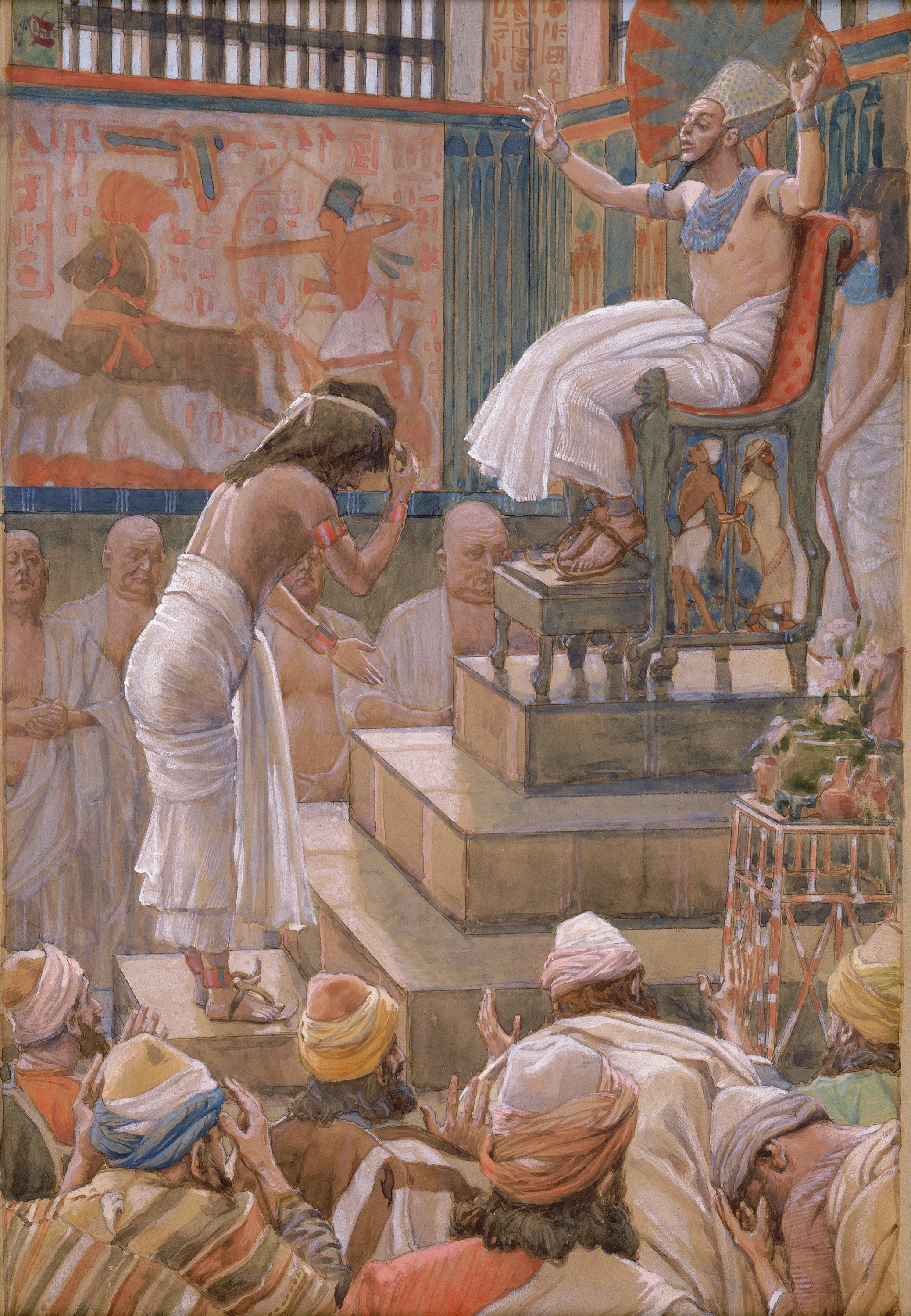
Йосипа і його братів вітає Фараон (бл. 1900).

Йо́сип син Я́кова (івр. יְהוֹסֵף «єгосе́ф», араб. يوسف «юсу́п») — історична персона згадується у Священному Письмі.

## Біблійна оповідь
За Книгою Буття Йосип був улюбленим сином батька Якова та Рахилі, через що його не любили старші брати, і які хотіли навіть вбити його, але караван ізмаїльтян або аравітян, що випадково проходив поруч, вирішив його долю інакше: брати продали Йосипа за 20 срібняків, а купці з каравану перепродали його в Єгипет. Брати вмочили одяг Йосипа в кров овечки, щоб батько Яків повірив у його смерть від хижого звіра (Бут. 37). У Єгипті Йосип потрапив до в'язниці за намовою дружини свого господаря Потіфара, з якою він не захотів розділити ложе. У в'язниці Йосип витлумачив сни своїх товаришів по нещастю — винороба і кухаря фараона. Обидва хотіли отруїти фараона. Винороб згодом відмовився від цього задуму, а кухар таки спробував отруїти. Йосип витлумачив виноробу, що він через три дні повернеться до своєї посади, а кухар буде страчений через повішення. Передбачення збулося (Бут. 40).
Через кілька років Йосип витлумачив сни фараона про худих корів, що пожирають огрядних, та про колосся яке було безплідне і пожерало колоски добрі, великі після чого він став фараоновим радником і невдовзі досяг посади верховного міністра (намісника фараона) багатющої країни стародавнього світу, яку врятував від голоду своєю мудрою передбачливістю. Він витлумачив два сновидіння фараона, передбачивши, що найближчі сім років будуть родючими, а потім настане сім років недороду. Коли гнані голодом брати Йосипа прибули до Єгипту за хлібом, Йосип відкрився їм і примирився з ними. Потім він переселив увесь свій рід разом зі старим батьком Яковом, якого на прохання Йосипа привели до Єгипту його брати. У Єгипті фараон відвів їм для поселення округ Гошен.
Протягом всього життя Йосип захищав свій рід, і навіть після смерті Якова, коли брати побоювалися, чи він не помститься їм за їхню колишню жорстокість, продовжував ставитися до них з братньою любов'ю. У Йосипа було двоє синів: Манассія і Ефраїм (Єфрем), яких патріарх Яків звів у родоначальники двох самостійних племен замість їхнього батька Йосипа (Бут. 48:5), що збільшило число племен до 13. Він помер в 110 років, залишивши після себе двох синів, онуків і правнуків.

## Йосип вІсламі

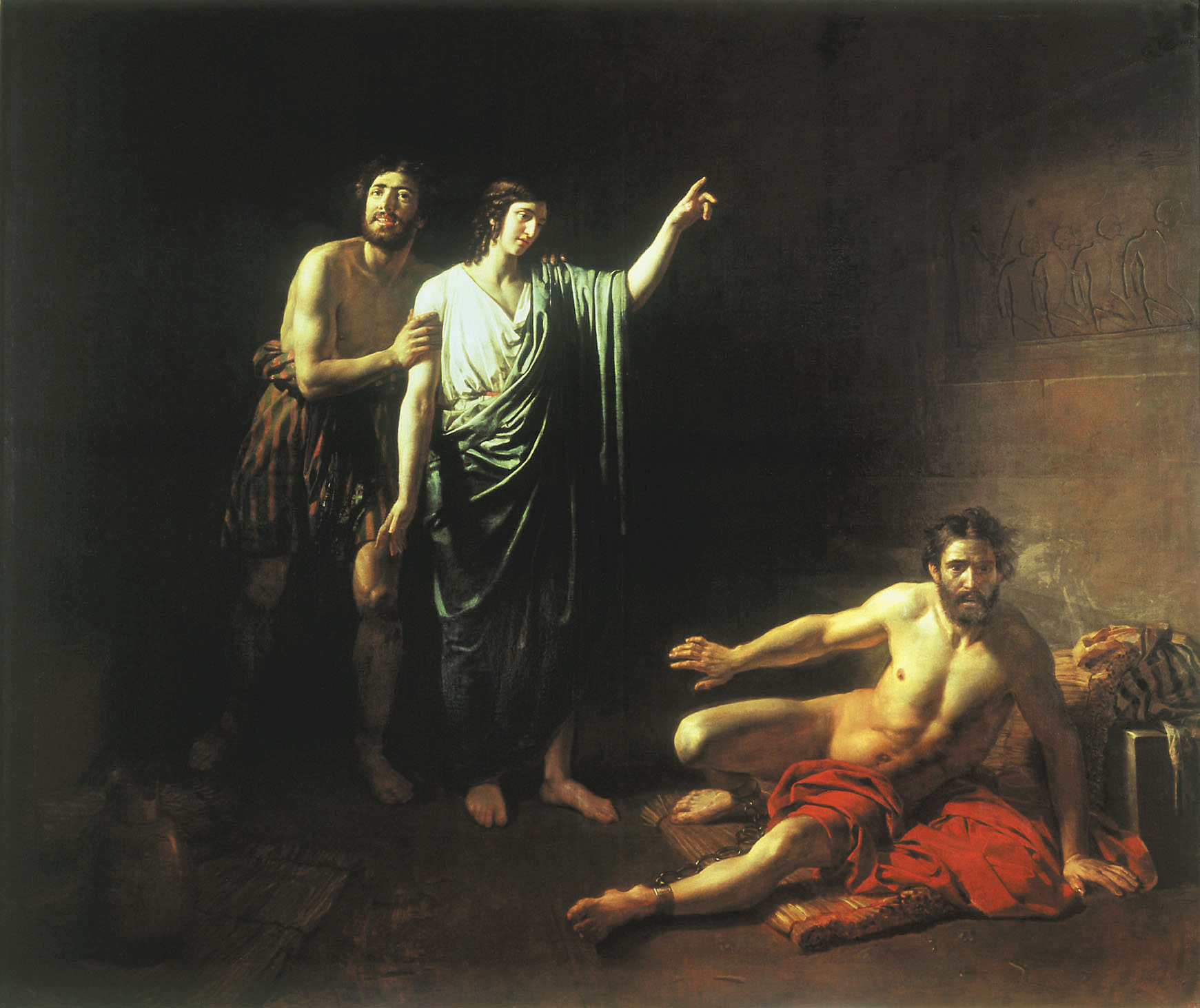
Олександр Іванов, Йосиф, що тлумачить сни ув'язненим в темниці виночерпієві та хлібодарові.

Йосип (Юсуф) — один із шанованих пророків у Ісламі. Вважається, що Йосип відрізнявся надзвичайною красою, а також володів здатністю тлумачити сни. Історії його життя присвячена 12-я сура Корану «Юсуф», що складається з 111-ти аятів.

## Йосип в історії: Версії
У літературі зверталася увага на подібність імені Осарсефа з Йосипом, а також на те, що в оповіданнях про кожного з них чільне місце відводиться сновидінням.
На нільському острові Сіхіл знайдений настінний напис «Стела Голоду». Під час першого перекладу стели вважалося, що історія семирічного голоду була пов'язана з біблійною історією в книзі Буття, де також голод сім років тривав. Але останні дослідження показали, що семирічний голод був міфом, загальний майже для всіх культур Близького Сходу. Месопотамські легенди також говорять про семирічний голод і у відомому епосі про Гільгамеша бог Ану дає пророцтво про голод протягом семи років. Ще одна єгипетська казка про тривалу посуху з'являється в так званій «Книзі Храму», яку переклав Йоахим Фрідріх Квак. Стародавні текстові звіти про фараона Неферкасокара (в кінці другої династії) також розповідають про семирічний голод під час його правління.

## Йосип в літературі
Історія Йосипа переказана в романі-тетралогії Томаса Манна «Йосип та його брати».
Дитячі роки Йосипа описані в книзі для дітей «Воскобойніков Валерій про Йосипа Прекрасного, Архімеда, Миколая Чудотворця, Феодосія Печерського, Авраама Лінкольна, Джона Ленона, Біла Гейтса» / В. Воскобойніков. — Київ : Грані-Т, 2008. — 144 сторінки: ілюстрації. — Серія «Життя видатних дітей». — ISBN 978-966-2923-77-3. — ISBN 978-966-465-100-1

## Йосип у кіно
«Йосип Прекрасний: Намісник фараона» — фільм 1995 року. Екранізація історії життя біблійного персонажа Йосипа (сина Якова).